# Yoshiko Endo
Yoshiko Endo –en japonés: 遠藤美子, Endo Yoshiko– (14 de diciembre de 1969) es una deportista japonesa que compitió en lucha libre. Ganó 6 medallas en el Campeonato Mundial de Lucha entre los años 1990 y 1996.

## Palmarés internacional
| Campeonato Mundial | Campeonato Mundial | Campeonato Mundial | Campeonato Mundial |
| Año                | Lugar              | Medalla            | Categoría          |
| ------------------ | ------------------ | ------------------ | ------------------ |
| 1990               | Luleå (Suecia)     | Medalla de plata   | 53 kg              |
| 1991               | Tokio (Japón)      | Medalla de plata   | 53 kg              |
| 1992               | Lyon (Francia)     | Medalla de plata   | 50 kg              |
| 1993               | Stavern (Noruega)  | Medalla de bronce  | 50 kg              |
| 1995               | Moscú (Rusia)      | Medalla de bronce  | 50 kg              |
| 1996               | Sofía (Bulgaria)   | Medalla de plata   | 50 kg              |